# 충청북도교육문화원
충청북도교육문화원(忠淸北道敎育文化院)은 지방교육자치에 관한 법률 제32조에 따라 교양증진, 소질계발, 정서 순화 등 감성교육에 기여하고, 다양한 문화예술 체험을 통하여 창의적인 학생교육문화를 창달하고자 충청북도교육청 산하에 설치된 소속기관이다.

## 연혁
- 1990년 9월 1일: 개관
- 2019년 3월 1일: 기관명칭 변경[2]